# Promulgationsklausel
Als Promulgationsklausel wird in Österreich die Gesetzen und Verordnungen vorangestellte Formel bezeichnet. Sie beinhaltet meist den Gesetzgeber, die geänderten Gesetze bzw. Verordnungen.
Gesetze des österreichischen Nationalrates beginnen etwa mit »Der Nationalrat hat beschlossen:«. Promulgationsklauseln  können jedoch wesentlich komplexer sein und etwa im Falle einer Verordnung des Landesschulrates für Oberösterreich so lauten: »Unter Berufung auf § 7 Abs. 3 Bundes-Schulaufsichtsgesetz 1962, idgF., werden vom Landesschulrat für Oberösterreich gemäß § 6 Schulorganisationsgesetz 1962 (SchOG), BGBl. 1962/242, in der geltenden Fassung, in Verbindung mit der Wochenstundenentlastungs- und Rechtsbereinigungsverordnung für die berufsbildenden mittleren und höheren Schulen sowie für Bildungsanstalten für Kindergartenpädagogik und Sozialpädagogik vom 13. 6. 2003, BGBl. 2003/283, nachstehende Lehrplanbestimmungen (Stundentafeln) verordnet.«